# غوردون شيلدنفيلد

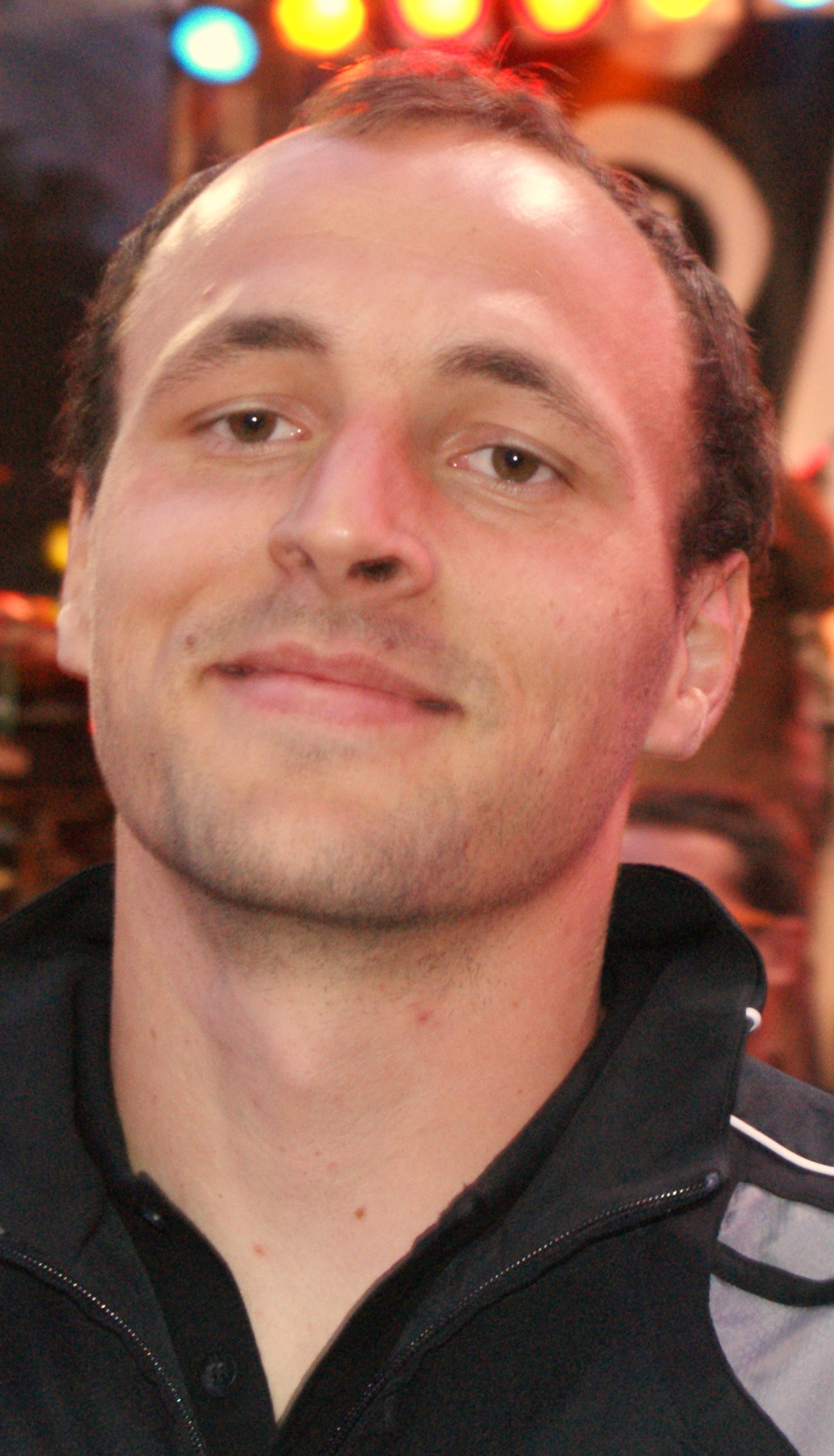

غوردون شيلدنفيلد (بالكرواتية: Gordon Schildenfeld) (مواليد 18 مارس 1985 في شيبينيك، جمهورية يوغسلافيا الاشتراكية الاتحادية) لاعب كرة قدم كرواتي ذو أصول نمساوية يجيد اللعب في مركز قلب الدفاع. سبق أن لعب مع دينامو زغرب وآينتراخت فرانكفورت ودينامو موسكو.

## مسيرته الكروية

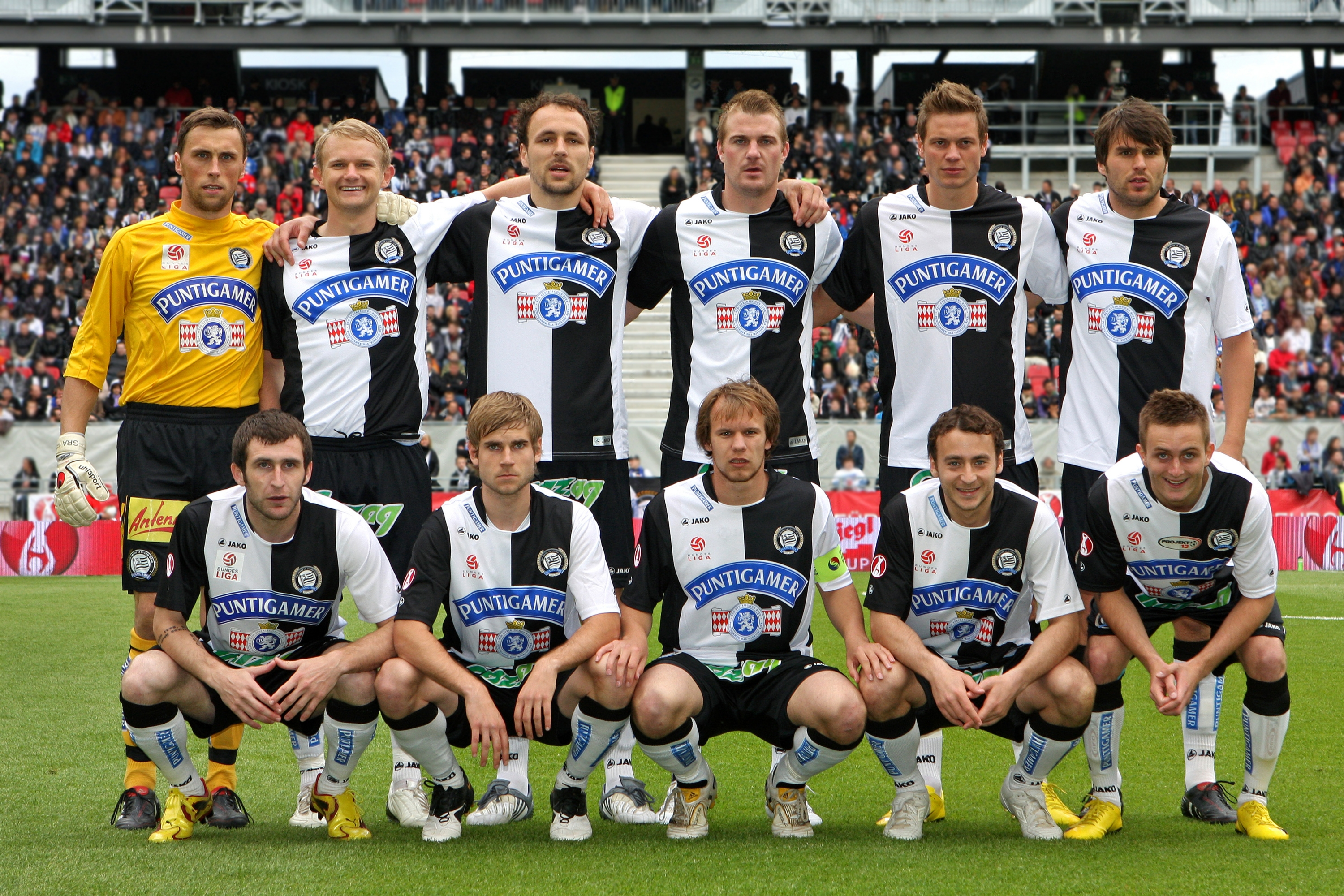
النهائي في كأس كرة القدم النمساوية 2009

لعب غوردون شيلدنفيلد خلال مسيرته الاحترافية مع 10 أندية في واحد وعشرون موسمًا وسجل خلالها 16 هدفًا ضمن 346 مباراة. حيث فاز في خمسة مواسم بالكأس وفي أربعة مواسم بالدوري.
خاض غوردون شيلدنفيلد مسيرته مع نادي شيبينيك ‏ في موسم 2002–03 ليلعب معه خمسة مواسم، مشاركًا في 18 مباراة ولم يسجل أي هدف. ثم انتقل إلى نادي دينامو زغرب في موسم 2006–07 في المرة الأولى ولمدة موسمين ثم في موسم 2015–16 ولمدة موسمين، حيث شارك طوالها في 59 مباراة سجل خلالها هدفين. لينتقل بعدها إلى نادي بشكتاش في موسم 2007–08 لمدة موسم واحد، مشاركًا في 9 مباريات ولم يسجل أي هدف. ثم انتقل إلى نادي دويسبورغ في موسم 2008–09 لمدة موسم واحد، مشاركًا في 4 مباريات ولم يسجل أي هدف أيضًا. هذا وانتقل لاحقًا إلى نادي شتورم غراتس في موسم 2009–10 ولمدة موسمين، مشاركًا في 70 مباراة سجل خلالها 3 أهداف. ثم انتقل بعدها إلى نادي آينتراخت فرانكفورت في موسم 2011–12 لمدة موسم واحد، مشاركًا في 33 مباراة سجل خلالها هدفًا واحدًا. ليعود وينتقل من جديد، لكن هذه المرة إلى نادي باوك في موسم 2012–13 لمدة موسم واحد، مشاركًا في 11 مباراة ولم يسجل أي هدف. لينتقل بعدها إلى نادي باناثينايكوس في موسم 2013–14 ولمدة موسمين، مشاركًا في 48 مباراة سجل خلالها هدفًا واحدًا. ثم لعب في نادي أنورثوسيس فاماغوستا في موسم 2017–18 واستمر معه طيلة ثلاثة مواسم، مشاركًا في 88 مباراة سجل خلالها 9 أهداف.

## روابط خارجية
- غوردون شيلدنفيلد على موقع الاتحاد الدولي (مؤرشف)  (الإنجليزية)
- غوردون شيلدنفيلد على موقع الاتحاد الأوربي (الإنجليزية)
- غوردون شيلدنفيلد على موقع اتحاد كرواتيا (الكرواتية)
- غوردون شيلدنفيلد على موقع اتحاد تركيا (لاعب) (الإنجليزية)
- غوردون شيلدنفيلد على موقع قاعدة بيانات كرة القدم.إي يو (الإنجليزية)
- غوردون شيلدنفيلد على موقع بيانات كرة القدم. دي إي (الألمانية)
- غوردون شيلدنفيلد على موقع ناشيونال فوتبول تيمز (الإنجليزية)
- غوردون شيلدنفيلد على موقع Soccerway.com (الإنجليزية)
- غوردون شيلدنفيلد على موقع عالم كرة القدم.نت (الإنجليزية)
- غوردون شيلدنفيلد على موقع AS.com (الإسبانية)